# Stan Getz
Stan Getz (2. února 1927 – 6. června 1991) byl americký jazzový saxofonista. Díky svému teplému, jemnému a lyrickému tónu byl jedním z nejvlivnějších jazzových saxofonistů 20. století.
Narodil se v rodině ukrajinsko-židovských přistěhovalců, sám ovšem vyrůstal v New Yorku. Svou hudební kariéru začal v roce 1943, krátce na to už hrál v orchestrech Stana Kentona, Jimmyho Dorseyho a Benny Goodmana. V letech 1947–1949 vystupoval s orchestrem Woodyho Hermana, kde byl jedním z Four Brothers – hudební sekci, kterou tvořily tři tenorsaxofony a jeden barytonsaxofon.
V padesátých letech byl jedním z nejznámějších cooljazzových hudebníků. V té době nahrával s Horacem Silverem, Oscarem Petersonem a Jimmym Smithem. Mezi lety 1958–1961 bydlel v Kodani. Počátkem šedesátých let začal nahrávat s Charliem Byrdem a potom s brazilskými hvězdami João Gilberto a Antôniem Carlosem Jobimem. Tyto jeho desky vyvolaly módní vlnu bossa novy. Později preferoval spíše menší jazzové ansámbly. Až do konce svého života intenzivně nahrával.
Celý život bojoval se závislostí na alkoholu a drogách. Zemřel v roce 1991 na rakovinu jater.

## Vybraná diskografie
- West Coast Jazz (1955)
- Hamp and Getz (1955)
- The Steamer (1956)
- For Musicians Only (1956)
- Stan Getz and the Oscar Peterson Trio (1957)
- At the Opera House (1957)
- Getz Meets Mulligan In Hi-Fi (1957)
- Focus (1961)
- Jazz Samba (1962)
- Stan Getz with Cal Tjader (1963)
- Stan Getz and Luiz Bonfa Jazz Samba Encore! (1963)
- Getz/Gilberto (1963) – oceněno Grammy
- Getz/Gilberto #2 (1964)
- Getz Au-Go-Go (1964)
- Stan Getz & Bill Evans (1964)
- Sweet Rain (1967)
- Captain Marvel (1972)
- The Best of Two Worlds (1976)
- The Peacocks (1977)
- Another World (1978)
- Pure Getz (1982)
- Anniversary (1989)
- Serenity (1991)
- People Time (1991)
- You Gotta Pay the Band (1991)
- Yours and Mine: Live at the Glasgow International Jazz Festival 1989 (1996)
- The Final Concert Recording (2000)
- Bossas & Ballads: The Lost Sessions (2003)
- Selections from Getz/Gilberto 76 (2015)